# Доктор Кто (спецвыпуски, 2008—2010)
Спецвыпуски 2008—2010 годов британского научно-фантастического телесериала «Доктор Кто» включают пять дополнительных эпизодов сериала, выпущенных в период между финалом четвёртого сезона и премьерой пятого сезона, а также один мини-эпизод и анимационный сериал. Все эти эпизоды описывают последние приключения Десятого Доктора (Дэвид Теннант), после чего он регенерирует в Одиннадцатого (Мэтт Смит).
Дэвид Теннант является единственным актёром, который принял участие во всех спецвыпусках (после событий серии «Конец путешествия» у Десятого Доктора нет постоянного спутника). Кроме него в главных ролях снимались Дэвид Моррисси, Мишель Райан, Линдси Дункан, Джон Симм и Бернард Криббинс. Новогодний эпизод «Конец времени. Часть 2» стал первым эпизодом для Мэтта Смита, который сменил Дэвида Теннанта в роли Доктора.

## Эпизоды
Состоящая из двух эпизодов серия «Конец времени» стала первой в возрождённом сериале, которая имела общее название, а сами эпизоды — лишь нумерацию. До этого такой формат именования использовался только в классическом «Докторе Кто» (в последний раз — в серии «Выживание»).
| № | #  | Название                               | Режиссёр      | Сценарист                       | Зрителей (миллионов) | Дата выхода в эфир            | Индекс оценки (из 100) |
| --- | -- | -------------------------------------- | ------------- | ------------------------------- | -------------------- | ----------------------------- | ---------------------- |
| 199 | 1  | «Следующий Доктор» «The Next Doctor»   | Энди Годдард  | Расселл Ти Дейвис               | 13,10                | 25 декабря 2008 года          | 86                     |
| Отправившись в викторианский Лондон, Доктор неожиданно находит там другого человека, зовущего себя Доктором: он знаёт всё о Докторе и путешествиях во времени, но не узнаёт лицо Десятого. Приняв его за своё будущее воплощение, Повелитель Времени помогает ему справиться с нашествием киберлюдей, которые также укрылись в этой эпохе после поражения в XXI веке (события эпизодов «Армия призраков»/«Судный день»). |    |                                        |               |                                 |                      |                               |                        |
| 200 | 2  | «Планета мёртвых» «Planet of the Dead» | Джеймс Стронг | Расселл Ти Дейвис Гарет Робертс | 9,74                 | 11 апреля 2009                | 88                     |
| Обычный Лондонский автобус через червоточину попадает на планету-пустыню. Оказывается, что совсем недавно она была процветающей, но из-за инопланетных скатов всё превратилось в песок. Именно они открыли портал и летят на Землю. |    |                                        |               |                                 |                      |                               |                        |
| 201 | 3  | «Воды Марса» «The Waters of Mars»      | Грэм Харпер   | Расселл Ти Дейвис Фил Форд      | 10,32                | 15 ноября 2009                | 88                     |
| Люди в 2059 покоряют Марс. Но на базу проникает заражение, передающееся через воду и превращающее людей в водяных монстров. Их основная задача — проникнуть на Землю, где много воды. |    |                                        |               |                                 |                      |                               |                        |
| 202 | 45 | «Конец времени» «The End of Time»      | Эйрос Лин     | Расселл Ти Дейвис               | 12,04 12,27          | 25 декабря 2009 1 января 2010 | 87 89                  |
| На планете Уд-сфера Доктор выясняет, что всем живым существам во Вселенной снится лицо Мастера. Подозревая, что его старый враг может вновь воскреснуть, Повелитель Времени отправляется на Землю, где культ последователей Мастера уже начал ритуал возрождения. Бывшая жена Мастера, Лили Саксон, пытается помешать им, но вместо этого делает врага Доктора ещё более безумным и могущественным, чем раньше. Мастера доставляют в особняк миллиардера Джоша Нейсмита, который желает при помощи артефакта под названием «Врата бесконечности» подарить дочери бессмертие. Однако Мастер обманывает его и превращает всех людей на планете в свои точные копии. Только Донна (наполовину Повелитель Времени) и её дедушка, Уилфред Мотт (помогает Доктору и находился под защитой), остались самими собой. Цель Мастера: при помощи множества себя определить местоположение источника барабанного боя в его голове — его родной планеты Галлифрей, застывшей в последнем дне Войны Времени. Вот только Доктор не сидит сложа руки… |    |                                        |               |                                 |                      |                               |                        |

### Другое
| Название | Режиссёр    | Сценарист         | Дата выхода            |
| --- | ----------- | ----------------- | ---------------------- |
| «Музыка сфер» «Music of the Spheres» | Эйрос Лин   | Расселл Ти Дейвис | 27 июля 2008 года      |
| У Доктора выдалась свободная минута и он решил заняться… написанием музыкальной композиции. Вселенная имеет своё особое звучание, так почему бы эту музыку не сыграть какому-нибудь оркестру? |             |                   |                        |
| «Страна грёз» «Dreamland» | Гэри Рассел | Фил Форд          | 21—26 ноября 2009 года |
| Анимационный сериал о том, как в 1947 году Доктор попадает на секретную базу США «Страна грёз».                                                                                               |             |                   |                        |

## Кастинг

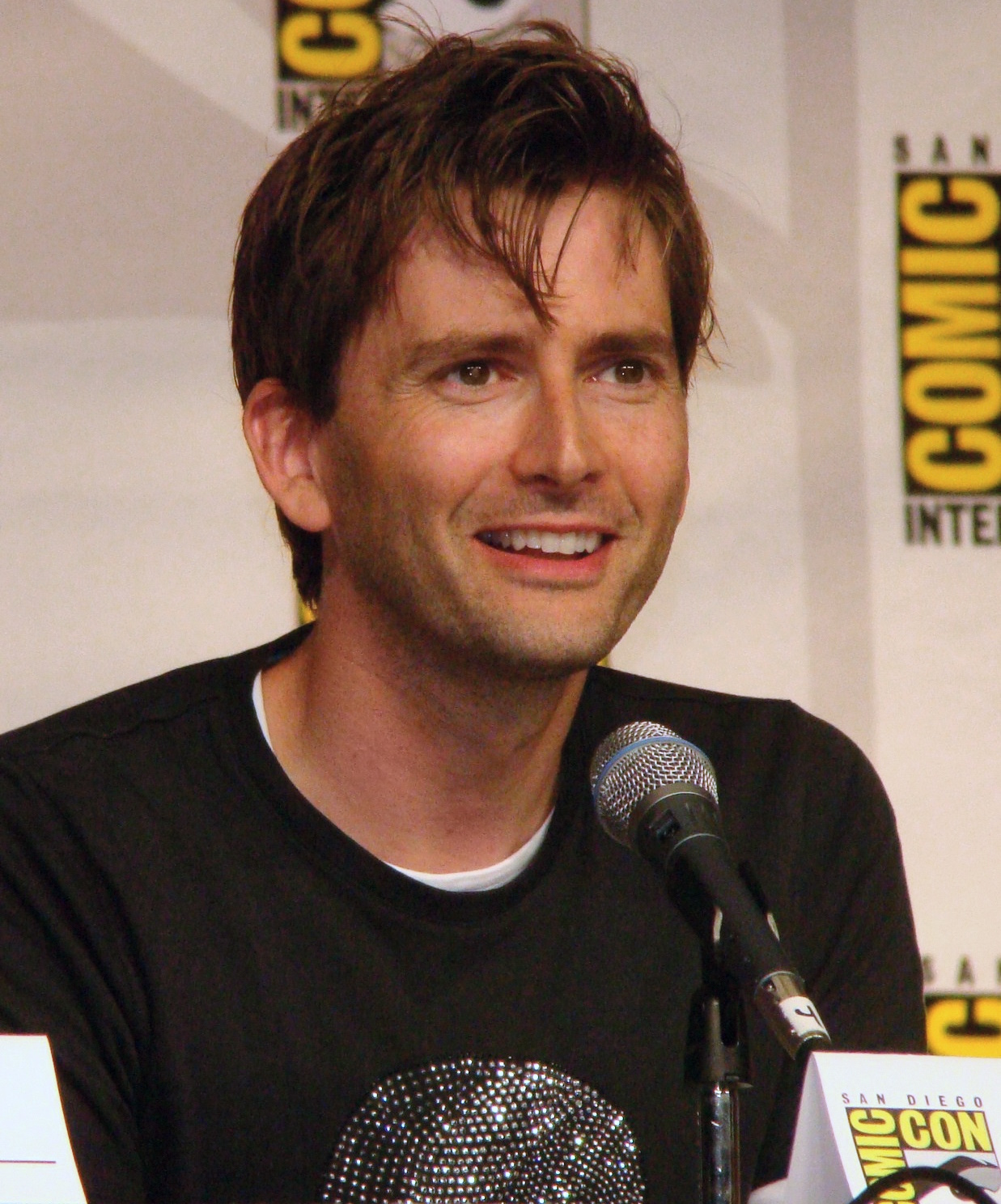
В спецвыпусках 2008—2010 годов Дэвид Теннант в последний раз появился в качестве постоянного исполнителя роли Доктора. Он покинул проект после пяти лет участия в съёмках «Доктора Кто»

Спецвыпуски 2008—2010 годов стали последними эпизодами, в которых Дэвид Теннант является актёром основного состава — после выхода второй части «Конца времени» он покидает проект, вернувшись только в специальном эпизоде к 50-й годовщине сериала, спецвыпуске «День Доктора». Его место занимает Мэтт Смит, который впервые появился в качестве очередной, уже одиннадцатой, инкарнации Доктора. Также, впервые за долгое время, у Доктора нет постоянного спутника, вследствие чего функции последнего принимают на себя самые различные персонажи — Джейсон Лэйк (Дэвид Моррисси), который после взаимодействия с инопланетным устройством считает себя Доктором и даже находит себе «спутницу» (в исполнении Велиле Чабалалы), обаятельная воровка и искательница приключений леди Кристина де Суза (Мишель Райан), глава марсианской колонии Bowie Base One Аделаида Брук (Линдси Дункан). Кроме того, в проект возвращается Бернард Криббинс, который играет роль Уилфреда Мотта, дедушки бывшей спутницы Десятого Доктора, Донны Ноубл — в серии «Конец времени» он на короткое время становится спутником Доктора. Перед регенерацией Доктор совершает своего рода «прощальный тур», во время которого показаны его бывшие спутники — Донна Ноубл (Кэтрин Тэйт), Роза Тайлер (Билли Пайпер), Марта Джонс (Фрима Агьеман), Микки Смит (Ноэль Кларк), Сара Джейн Смит (Элизабет Слейден), Джек Харкнесс (Джон Барроумэн) — а также Верити Ньюман, внучка Джоан Редгрейв (женщины, у которой был роман с Доктором во время событий сюжета «Человеческая природа»/«Семья крови»). В обеих частях серии «Конец времени» главным антагонистом стал Мастер, которого вновь сыграл актёр Джон Симм.

## Производство
"Я думал, что, написав последний сценарий, я разрыдаюсь, напьюсь или отпраздную это с 20 голыми мужиками, но так бывает, что когда такие события случаются, ты понимаешь, что на самом деле жизнь продолжается. Сценарий высосал все эмоции до капли"

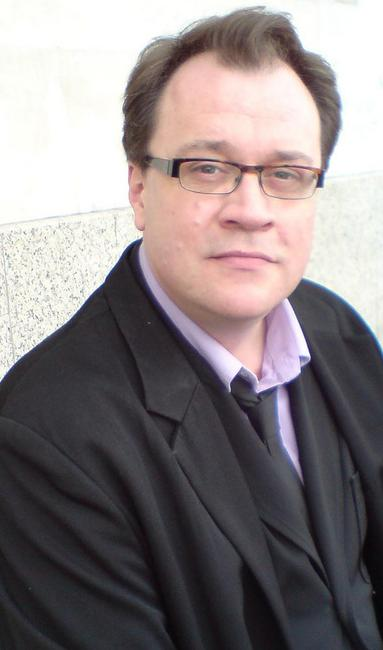
После выхода спецвыпусков 2008—2010 годов Расселл Ти Дейвис покинул пост шоураннера «Доктора Кто», который он занимал с самого возрождения сериала спустя 16 лет после выхода последней классической серии

В своей книге, The Writer’s Tale, Расселл Ти Дейвис объяснил, что в 2009 году выйдут только спецвыпуски потому, что новая съёмочная группа во главе с новым шоураннером, Стивеном Моффатом, должна иметь шанс подготовить полный пятый сезон к 2010 году. Дэвид Теннант воспользовался передышкой и принял участие в постановке «Гамлета». Из практических соображений все спецвыпуски получили производственные коды как часть четвёртого сезона.
28 октября 2008 года, перед вручением премии National Television Awards, Дэвид Теннант объявил о своём намерении покинуть проект после четвёртого сезона и что спецвыпуск 2009/2010 годов станет для него последним. Ещё ранее, 20 мая 2008 года, аналогичное объявление сделал Расселл Ти Дейвис, который раскрыл, что покидает пост шоураннера, главного сценариста и исполнительного продюсера в 2010 году.
«Следующий Доктор» и «Музыка сфер» были сняты наряду с сериями четвёртого сезона, однако, несмотря на это, не вошли в DVD-издание полного четвёртого сезона «Доктора Кто». Вместо этого они были выпущены вместе с более поздними спецэпизодами в качестве «Полного собрания спецвыпусков».
Съёмки «Следующего Доктора» проходили в апреле 2008 года; основными местами съёмок были выбраны Собор Глостера, кладбище Сан-Вулос в Ньюпорте, а также улицы Глостера, где производственному процессу мешало около 1 000 случайных зрителей. Главное отделение Торчвуда, оно же Центр Торчвуд, было переоборудовано и использовалось как мастерская, где работали дети. В качестве основных декораций «Планеты Мёртвых» использовались пустыня Дубая (сцены на другой планете) и Тоннель Квинс-Гейт в Кардиффе (большинство земных сцен). Съёмки «Вод Марса» начались 23 февраля 2009 года. В конце февраля Теннант, Дункан и другие актёры были замечены на одной из улиц Ньюпорта, обильно посыпанной искусственным снегом. Сцены в теплице на самом деле снимались в Национальном ботаническом саду Уэльса, расположенном в графстве Кармартеншир. 21 марта 2009 года актёры «Конца времени» были замечены в книжном магазине в Кардиффе — там проходили съёмки сцены, где Верити Ньюман (в исполнении Джессики Хайнс) подписывает экземпляры своей книги, «Дневника невозможных вещей».

## DVD и Blu-Ray
Эпизод «Следующий Доктор» вышел на DVD и Blu-Ray: 19 января 2009 года — в Великобритании, 5 марта 2009 года — в Австралии, 15 сентября 2009 года — в США. «Планета мёртвых» была издана: 29 июня 2009 года — в Великобритании, 2 июля 2009 года (DVD) и 1 октября 2009 года (Blu-Ray) — в Австралии, 28 июля 2009 года — в США. «Воды Марса» и «Конец времени» в Великобритании вышли только на DVD 11 января 2010 года в виде единого издания, в Австралии и США выходили только отдельно друг от друга: 2 февраля 2010 в Соединённых Штатах и 4 февраля в Австралии («Воды Марса») и 2 февраля 2010 в Соединённых Штатах и 4 марта в Австралии («Конец времени»). Полное собрание спецвыпусков 2008—2010 годов на DVD и Blu-Ray увидело свет 11 января 2010 года — в Великобритании, 2 февраля — в США, 29 июня (Blu-Ray) и 1 июля (DVD) — в Австралии.
| Доктор Кто: Полное собрание спецвыпусков                                            |                                                                                     | | | | |
| Информация об издании                                                               | Информация об издании                                                               | Дополнительный контент | Дополнительный контент | Дополнительный контент | Дополнительный контент |
| - 5 эпизодов - Набор из 5 дисков - Изображение в формате 16:9 - Английские субтитры | - 5 эпизодов - Набор из 5 дисков - Изображение в формате 16:9 - Английские субтитры | - Комментарии к эпизодам «Конец времени. Часть 1» и «Конец времени. Часть 2» - 5 выпусков «Доктора Кто: Конфиденциально» - Концерт Doctor Who Prom (2008) (включая музыкальную композицию из «Музыки сфер») - Видеодневник Дэвида Теннанта — Последняя запись - Рождество в BBC - Доктор Кто на комик-коне в Сан-Диего - Доктор Кто. Вырезанное | - Комментарии к эпизодам «Конец времени. Часть 1» и «Конец времени. Часть 2» - 5 выпусков «Доктора Кто: Конфиденциально» - Концерт Doctor Who Prom (2008) (включая музыкальную композицию из «Музыки сфер») - Видеодневник Дэвида Теннанта — Последняя запись - Рождество в BBC - Доктор Кто на комик-коне в Сан-Диего - Доктор Кто. Вырезанное | - Комментарии к эпизодам «Конец времени. Часть 1» и «Конец времени. Часть 2» - 5 выпусков «Доктора Кто: Конфиденциально» - Концерт Doctor Who Prom (2008) (включая музыкальную композицию из «Музыки сфер») - Видеодневник Дэвида Теннанта — Последняя запись - Рождество в BBC - Доктор Кто на комик-коне в Сан-Диего - Доктор Кто. Вырезанное | - Комментарии к эпизодам «Конец времени. Часть 1» и «Конец времени. Часть 2» - 5 выпусков «Доктора Кто: Конфиденциально» - Концерт Doctor Who Prom (2008) (включая музыкальную композицию из «Музыки сфер») - Видеодневник Дэвида Теннанта — Последняя запись - Рождество в BBC - Доктор Кто на комик-коне в Сан-Диего - Доктор Кто. Вырезанное |
| Даты выхода на DVD                                                                  |                                                                                     | | | | |
| Регион 1                                                                            | Регион 1                                                                            | Регион 2 | Регион 2 | Регион 4 | Регион 4 |
| 2 февраля 2010 года                                                                 | 2 февраля 2010 года                                                                 | 11 января 2010 года | 11 января 2010 года | 1 июля 2010 года | 1 июля 2010 года |

## Саундтрек
4 октября 2010 года компанией Silva Screen Records был выпущен диск, на котором была собрана вся музыка из спецвыпусков 4 сезона. Издание получило название Doctor Who: Series 4 — The Specials.